# Aeletes subbasalis
Aeletes subbasalis är en skalbaggsart som först beskrevs av Scott in Sharp och Scott 1908.  Aeletes subbasalis ingår i släktet Aeletes och familjen stumpbaggar. Inga underarter finns listade i Catalogue of Life.